# 超時空騎兵
《超時空騎兵》，為1983年10月7日～1984年7月6日於日本富士電視台播映，由葦Production製作的科幻機器人動畫，全36集；並在播畢後未久就推出了全3卷附錄有原創短篇的OVA錄影帶，之後也曾推出套裝LD；近年則由於在Sky PerfecTV!重播之故，終於得以推出套裝DVD，並且之後也於日本的卡通頻道（Cartoon Network）與等衛星頻道陸續重播。台灣由台視於1986年5月25日～1987年1月11日期間，在每星期日上午11：20（後移至11：30）播出。香港則由無線電視台TVB播映。

## 故事
公元1999年，來自宇宙某一個遙遠角落的『夷狄利亞（イデリア）』外星人，突然以威力無比的龐大太空船隊，強行登陸我們的地球，到處攻擊破壞，引發了地球上一連串的空前浩劫。人類在驚慌 之餘，雖然奮起抵抗，聯合國軍隊（地球連邦軍）也大舉出動加以圍剿，但是敵我軍力懸殊，聯軍處處失利，情況十分危急。正當聯軍束手無策的時候，救兵出現了，由幾個少年英雄所組成的戰鬥隊伍，運用了神奇莫測的新武器，衝鋒陷陣，所向無敵，遏阻了敵人的兇猛攻勢，這一批勇敢的年輕人，也就是我們的科技英雄－超時空騎兵（ドルバック）。

## 主要人物

### 地球聯軍（地球連邦軍）
- 弗萊德（フレッド・ビーン）

地球聯軍（地球連邦軍）本部的50歲部長。
- 約拿山（ジョナサン）

弗萊德（フレッド）的35歲副官。
- 趙（津村）博士

致力於探尋夷狄利亞（イデリア）之謎的考古學家。

#### 超時空騎兵（ドルバック）隊
由預判到外星人侵略的白（高城）少校，假藉以救難名義所組成的特殊部隊；並在成員奮力克敵的優異表現下，漸而受到高層對於戰績的肯定。最後促成三具戰鬥體（バリアブルマシーン）量產，作為人類對抗夷狄利亞（イデリア）軍的最佳利器。
- 大龍（無限真人）：日本: 古谷徹 / 香港: 林保全 / 台灣：劉錫華

萬能吉普車（ムゲンキャリバー）的20歲專任駕駛者。一副清秀俊朗的模樣，集合了智慧、毅力和勇敢的英雄特質。為了抵禦人類的外敵，他義無反顧絕不退縮，誓言拯救這場空前浩劫，熱血沸騰下定決心戰鬥。
- 阿蓮（ルイ・オベロン）：日本: 鶴弘美 / 香港: 梁緻盈

霹靂直升機（オベロンガゼット）的18歲專任駕駛者。有著東西混血的姣好臉龐和健美身材，不僅精於機械武器的操作，臨機應變的反應甚佳能，記憶力更是高強得一如電腦，能在危急關頭提供大家最有效的助力。
- 比利（ピエール・ボナパルト）：日本: 龜山助清 / 香港: 馮錦堂

雷霆坦克車（ボナパルトタルカス）的23歲首任駕駛者。為人爽朗對於凡事都大而化之，不會拘謹於細末小節。雖然平時看似糊塗輕佻，但打起仗來反而勇往直前了無怯意。最後在第21集卻為了掩護阿蓮（ルイ）而光榮捐軀。
- 史丹烈（スタンレー・ヒルトン）：鈴置洋孝

雷霆坦克車（ボナパルトタルカス）的21歲繼任駕駛者。個性冷酷寡言的聯軍特種部隊菁英，往往開口就是出言不遜地毒舌言論，數度惹得無法苟同的大龍（無限真人）大打出手，之後逐而化干戈為玉帛結為知己。
- 白少校（高城洋一）：小林清志

超時空騎兵（ドルバック）隊的37歲總指揮官。
- 胡老大（ボブ・フロイド）：島香裕

超時空母艦（コマンドベース）的50歲舵手兼技師。
- 小黃（ジャッキー・フランク）：向殿あさみ

胡老大（ボブ・フロイド）的14歲助手。
- 彼德（ピーター）：勝生真沙子

胡老大（ボブ）製作的萬能機器人。

### 夷狄利亞（イデリア）軍
實為古代人類移民的後代；在失去故鄉夷狄利亞（イデリア）星後，四處流浪於宇宙一萬多年，不斷試圖尋找能夠安居的星球，最後卻不知情地找到了太陽系內的地球上，能夠作為希望所寄的可能居所。但是太空船的能源已經僅存不多，雖然了解當地已有它人居住，但為了200萬夷狄利亞（イデリア）人的生存所需，首領吉拉（ゼラー）仍恣意下令派出艦隊大舉侵略，逐以佔據歐洲的蒙布朗山麓作為據點，一場同族相殘的大戰因此也一觸即發。
- 吉拉（ゼラー）：蟹江榮司

夷狄利亞（イデリア）軍的首領。意圖將古代沉没的夷狄利亞（イデリア）大陸給復活，大肆殺害毀滅地球上的所有生靈。在被衣德利（イデル）殺死後化為邪惡意識集合體，利用了夷狄利亞（イデリア）「力量」的復活再掀戰亂。
- 阿莫夫（アモフ）：阪脩

夷狄利亞（イデリア）軍前期指揮官。在得知夷狄利亞（イデリア）人與地球人是系出同源的民族後，極力的試圖要阻止自相殘殺的悲劇，最後帶領著鴿派部署與吉拉（ゼラー）兵戎相向而戰死。
- 阿樂夢（アロマ）：戶田惠子

阿莫夫（アモフ）之女；衣德利（イデリア）的副官。儘管和上司相思相戀卻由於父親的立場遂生異離；最後劇末獨身手刃吉拉（ゼラー）後，化為天鵝般的姿態消失在天空……。
- 衣德利（イデル）：速水獎

夷狄利亞（イデリア）軍後期指揮官。在得知吉拉（ゼラー）的真正目的後大為失色，與其刀劍相會展開殊死戰，最後雙雙倒入烈炎中消失……。

## 主要機體
超時空母艦（コマンドベース）
超時空騎兵（ドルバック）隊的母艦。在第27集經過改造後武器、裝備更為充實，並具備有完全能夠上天下海的強大機動力，運載編成的部隊大軍攻向夷狄利亞（イデリア）大陸。
吉普車（キャリバー）
- VV-54AR　萬能吉普車（ムゲンキャリバー）

地球聯軍（地球連邦軍）的試作型吉普車（キャリバー）。
- 戰鬥吉普車（コンバットキャリバー）

萬能吉普車（ムゲンキャリバー）的強化版。
- VV-54A　吉普車（キャリバー）

萬能吉普車的量產型。
直升機（ガゼット）
- VH-64MR　霹靂直升機（オベロンガゼット）

地球聯軍（地球連邦軍）的試作型直升機（ガゼット）。
- VH-64A　直升機（ガゼット）

霹靂直升機（オベロンガゼット）的量産型。
坦克車（タルカス）
- VT-61LC　雷霆坦克車（ボナパルトタルカス）

地球聯軍（地球連邦軍）的試作型直升機（タルカス）。
- VT-61A　坦克車（タルカス）

雷霆坦克車（ボナパルトタルカス）的量産型。

## 工作人員
- 監製：佐藤俊彥（葦プロダクション）
- 製作人：前田和也（富士電視）、大野實（讀賣廣告社）、梅原勝（葦プロダクション）
- 總監督：案納正美
- 監督：大庭壽太郎
- 分鏡／演出：日高麗、大庭壽太郎、吉田浩、大關雅幸、日下部光雄、橫山廣行、池上和彥、浜津守 等
- 劇本統籌：田口成光
- 編劇：田口成光、寺田憲史、小出一己、並木敏、荒木芳久 等
- 機械設定：板橋克己、鶴山修、羽原信義
- 人物設定：上條修
- 作畫監督：上條修、田中保、川筋豊、金澤勝眞、工藤柾輝 等
- 美術監督：新井寅雄（プロダクション・アイ）
- 攝影監督：福田岳志（三晃プロダクション）
- 沖片：東映化學
- 音樂：幾見雅博
- 音響監督：清水勝則（ザックプロモーション）
- 製作協力：讀賣廣告社
- 製作：富士電視、

## 主題歌
片頭曲（作詞、作曲：古田喜昭／編曲：幾見雅博／演唱：WELCOME）
本片於台灣播出時並未另行製作中文主題歌，而是以引用片中畫面與夾帶本曲的部分音樂，配合劇情大綱旁白（台灣版片頭旁白：胡覺海）剪輯成片頭。
片尾曲（作詞、作曲：古田喜昭／編曲：幾見雅博／演唱：WELCOME）

## 劇集列表

### TV
|    | 原文標題                    | 台視標題   | 編劇       | 分鏡       | 演出       | 作畫監督                        |
| -- | --------------------------- | ---------- | ---------- | ---------- | ---------- | ------------------------------- |
| 1  | 1999年戦いの序曲            | 戰火初燃   | 田口成光   | 日高麗     | 大庭壽太郎 | 上條修                          |
| 2  | 総攻撃・スタンバイ!         | 全面反攻   | 田口成光   | 吉田浩     | 橫山廣行   | 上條修                          |
| 3  | 島が死んだ日                | 見義勇為   | 田口成光   | 大關雅幸   | 池上和彥   | 上條修                          |
| 4  | 霧に消えたルイ              | 再建奇功   | 田口成光   | 日下部光雄 | 大庭壽太郎 | 田中保                          |
| 5  | 理由なき失脚                | 瞞天過海   | 田口成光   | 高垣幸蔵   | 橫山廣行   | 金澤勝真                        |
| 6  | 密林の戦士ミランダ          | 神秘老人   | 寺田憲史   | 吉田浩     | 吉田浩     | 和田卓也                        |
| 7  | 走れ!ジャッキー             | 刮目相看   | 小出一己   | 日下部光雄 | 日下部光雄 | 上條修                          |
| 8  | 潜入!イデリア基地           | 龍潭虎穴   | 野田作樹   | 野田作樹   | 池上和彥   | 田中保                          |
| 9  | 地下道のメロディー          | 土龍戰術   | 田口成光   | 日下部光雄 | 大庭壽太郎 | 上條修                          |
| 10 | ボブの向けた銃口            | 化險為夷   | 寺田憲史   | 日下部光雄 | 橫山廣行   | 和田卓也                        |
| 11 | 悪魔の赤い花                | 奇花異毒   | 小出一己   | 日下部光雄 | 吉田浩     | 上條修                          |
| 12 | 烈火のイースター島          | 山崩地裂   | 田口成光   | 大關雅幸   | 池上和彥   | 西城明                          |
| 13 | 地獄におちたチャンプ        | 黑獄風雲   | 寺田憲史   | 橫山廣行   | 橫山廣行   | 田中保                          |
| 14 | 響け!野性の叫び             | 出奇制勝   | 田口成光   | 吉田浩     | 吉田浩     | 和田卓也                        |
| 15 | 戦火に散った恋              | 是敵是友   | 寺田憲史   | 日下部光雄 | 日下部光雄 | 上條修                          |
| 16 | 秘められた警告              | 秘谷之戰   | 田口成光   | 大關雅幸   | 池上和彥   | 上條修                          |
| 17 | レーニア神殿の謎            | 神殿之秘   | 寺田憲史   | 日下部光雄 | 橫山廣行   | 和田卓也                        |
| 18 | あばかれたイデリアの秘密    | 揭穿陰謀   | 田口成光   | 吉田浩     | 吉田浩     | 田中保                          |
| 19 | 脱出!アルプス拠点           | 殺出重圍   | 寺田憲史   | 日高麗     | 池上和彥   | 上條修                          |
| 20 | 緊急指令!北海の要塞をつぶせ | 北海要塞   | 田口成光   | 日下部光雄 | 日下部光雄 | 和田卓也                        |
| 21 | さらば友よ!戦士が死ぬ瞬間   | 痛失戰友   | 寺田憲史   | 吉田浩     | 吉田浩     | 田中保                          |
| 22 | モアイの光放つ時            | 神像發光   | 田口成光   | 上條修     | 上條修     | 上條修（角色） 羽原信義（機械） |
| 23 | 1999年地球最後の日          | 天崩地裂   | 田口成光   | 日下部光雄 | 橫山廣行   | 川筋豐                          |
| 24 | 暗黒への序章                | 若明若暗   | 田口成光   | 吉田浩     | 吉田浩     | 田中保                          |
| 25 | 恐怖!新たなる敵             | 英勇抗敵   | 田口成光   | 日下部光雄 | 池上和彥   | 和田卓也                        |
| 26 | ひとりぼっちのアロマ        | 重啟戰端   | 寺田憲史   | 吉田浩     | 吉田浩     | 上條修                          |
| 27 | 墓標に隠された過去          | 超時空母艦 | 並木敏     | 浜津守     | 浜津守     | 和田卓也                        |
| 28 | はるかなる想い              | 一見如故   | 荒木芳久   | 日下部光雄 | 橫山廣行   | 工藤柾輝                        |
| 29 | 愛と憎しみの谷              | 山莊風波   | 久保田圭司 | 吉田浩     | 吉田浩     | 田中保                          |
| 30 | 肖像画のジャンヌ            | 似曾相識   | 寺田憲史   | 日高麗     | 大庭壽太郎 | 上條修                          |
| 31 | 恐怖!閃光に浮かぶ影         | 精神感應   | 田口成光   | 池上和彥   | 池上和彥   | 和田卓也                        |
| 32 | 絶叫の淵からの脱出          | 登陸作戰   | 並木敏     | 吉田浩     | 吉田浩     | 上條修                          |
| 33 | 悪魔にとりつかれた男達      | 魔海探秘   | 荒木芳久   | 日下部光雄 | 大庭壽太郎 | 和田卓也                        |
| 34 | 終末へのイリュージョン      | 預見未來   | 久保田圭司 | 橫山廣行   | 橫山廣行   | 上條修                          |
| 35 | 決断!最後の上陸作戦         |            | 荒木芳久   | 吉田浩     | 吉田浩     | 田中保                          |
| 36 | 復活への奇跡                | 最後奇蹟   | 田口成光   | 日高麗     | 大庭壽太郎 | 上條修                          |

### OVA
- 《星空のイリュージョン》
- 《激動パワードアーマー》
- 《エンドレスサマー》

## 外部連結
- 製作公司PRODUCTION REED的官網簡介 （页面存档备份，存于） （日語）
- 台灣電視資料庫[永久]
- 台灣播映版片頭 （页面存档备份，存于）